# Spycker
Spycker [spikɛʁ] est une commune française située dans le département du Nord, en région Hauts-de-France.

## Géographie

### Localisation
| Dunkerque   | Grande-Synthe |                             |
| Loon-Plage  | Spycker       | Armbouts-Cappel             |
| Brouckerque | Pitgam        | Steene (par un quadripoint) |

### Hydrographie

#### Réseau hydrographique
La commune est située dans le bassin Artois-Picardie. Elle est drainée par le canal de Bourbourg, le Langhegracht, la Duyckerdyck, la Meulen Dyck, le Bailleux Dyk, le Sparre Waerdyck, le Weemaers Dyck et un autre petit cours d'eau,.
Le canal de Bourbourg relie l'Aa à l'ouest de Bourbourg aux ports intérieurs de Dunkerque. 
La Langhegracht, d'une longueur de 14 km, prend sa source dans la commune de Looberghe et se jette  dans le Canal de Bergues à Téteghem-Coudekerque-Village, après avoir traversé sept communes. 

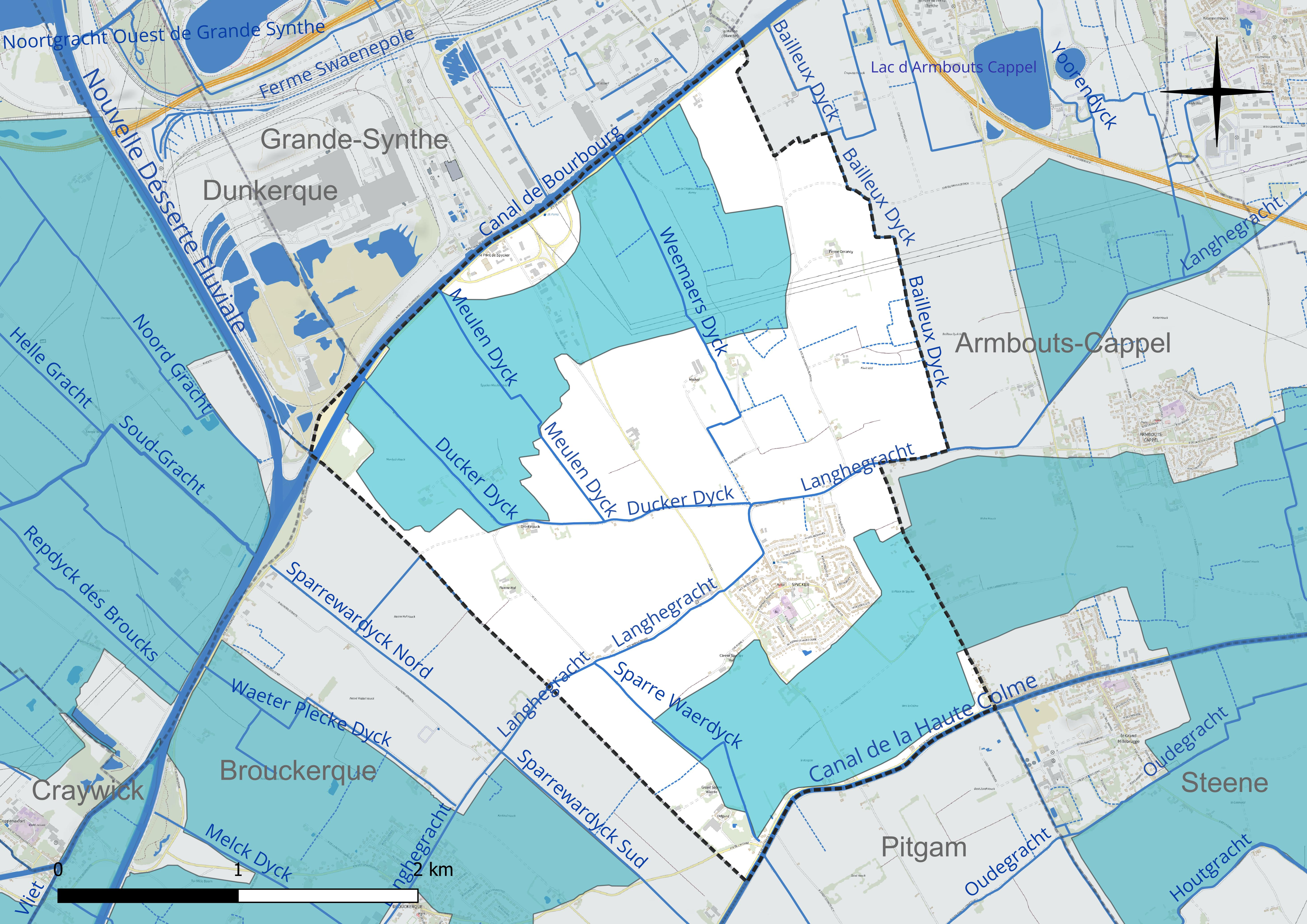
Réseau hydrographique de Spycker.

#### Gestion et qualité des eaux
Le territoire communal est couvert par le schéma d'aménagement et de gestion des eaux (SAGE) « Delta de l'Aa ». Ce document de planification concerne un territoire de 1 208 km2 de superficie, délimité par le bassin versant de l'Aa. Le périmètre a été arrêté le 18 août 2000 et le SAGE proprement dit a été approuvé le 15 mars 2010. La structure porteuse de l'élaboration et de la mise en œuvre est l'Institution intercommunale des Wateringues. 
La qualité des cours d'eau peut être consultée sur un site dédié géré par les agences de l'eau et l'Agence française pour la biodiversité. 

### Climat
Pour des articles plus généraux, voir Climat des Hauts-de-France et Climat du Nord.
En 2010, le climat de la commune est de type climat océanique altéré, selon une étude du CNRS s'appuyant sur une série de données couvrant la période 1971-2000. En 2020, Météo-France publie une typologie des climats de la France métropolitaine dans laquelle la commune est exposée à un climat océanique et est dans la région climatique  Côtes de la Manche orientale, caractérisée par un faible ensoleillement (1 550 h/an) ; forte humidité de l'air (plus de 20 h/jour avec humidité relative > 80 % en hiver), vents forts fréquents.
Pour la période 1971-2000, la température annuelle moyenne est de 10,7 °C, avec une amplitude thermique annuelle de 13,7 °C. Le cumul annuel moyen de précipitations est de 730 mm, avec 12,3 jours de précipitations en janvier et 7,9 jours en juillet. Pour la période 1991-2020, la température moyenne annuelle observée sur la station météorologique la plus proche, située sur la commune de Dunkerque à 9 km à vol d'oiseau, est de 11,7 °C et le cumul annuel moyen de précipitations est de 690,8 mm,. Pour l'avenir, les paramètres climatiques de la commune estimés pour 2050 selon différents scénarios d'émission de gaz à effet de serre sont consultables sur un site dédié publié par Météo-France en novembre 2022.

### Voie de communication et transport
Spycker est desservie par la ligne 15 du réseau DK'BUS.

## Urbanisme

### Typologie
Au 1er janvier 2024, Spycker est catégorisée bourg rural, selon la nouvelle grille communale de densité à sept niveaux définie par l'Insee en 2022.
Elle appartient à l'unité urbaine de Spycker, une agglomération intra-départementale regroupant deux  communes, dont elle est ville-centre,,. Par ailleurs la commune fait partie de l'aire d'attraction de Dunkerque, dont elle est une commune de la couronne,. Cette aire, qui regroupe 66 communes, est catégorisée dans les aires de 200 000 à moins de 700 000 habitants,.

### Occupation des sols
L'occupation des sols de la commune, telle qu'elle ressort de la base de données européenne d'occupation biophysique des sols Corine Land Cover (CLC), est marquée par l'importance des territoires agricoles (92,7 % en 2018), en diminution par rapport à 1990 (96,3 %). La répartition détaillée en 2018 est la suivante : 
terres arables (92,7 %), zones urbanisées (4,9 %), zones industrielles ou commerciales et réseaux de communication (1,8 %), milieux à végétation arbustive et/ou herbacée (0,5 %). L'évolution de l'occupation des sols de la commune et de ses infrastructures peut être observée sur les différentes représentations cartographiques du territoire : la carte de Cassini (XVIIIe siècle), la carte d'état-major (1820-1866) et les cartes ou photos aériennes de l'IGN pour la période actuelle (1950 à aujourd'hui).

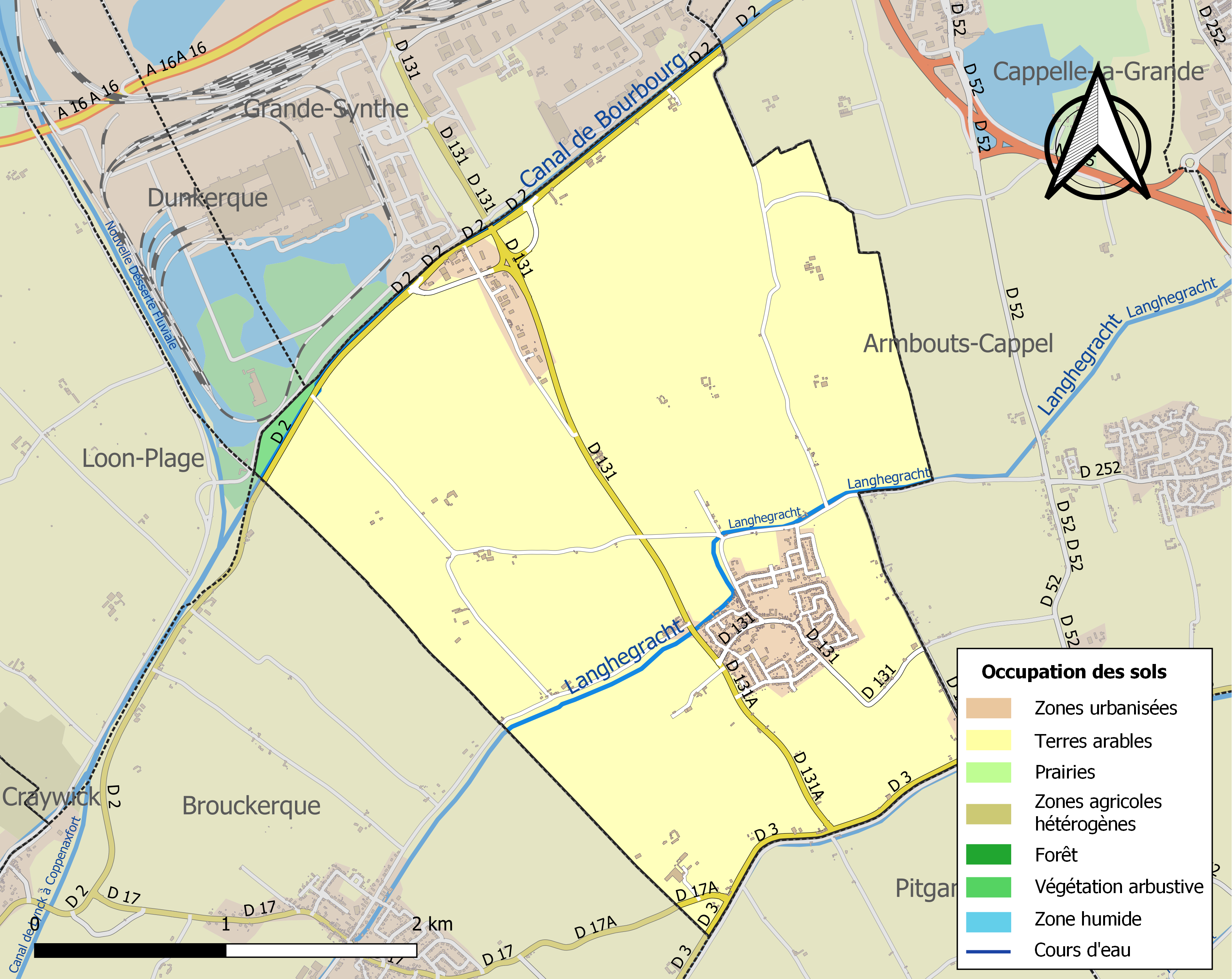
Carte des infrastructures et de l'occupation des sols de la commune en 2018 (CLC).

## Toponymie
On fait allusion en 1067 à Spicris, qui viendrait de spicarium = grenier à blé.
La commune porte le nom de Spijker en néerlandais.

## Histoire
Le village était situé sur une voie romaine venant de Cassel et menant à Mardyck à travers la Flandre maritime.
Vers 800, sur une carte de Malbrancq qui représente la partie orientale du delta de l'Aa, le village Grunberga (Bergues) est indiqué, entouré de Burgus in broco (Bourbourg), Ecclesia in broco (Brouckerque), Saint-Wilbrordi (Gravelines), Koudekerke (Coudekerque-Village), Spikere (Spycker) ou Loo berga (Looberghe).
En 1186, le comte de Flandre confirme la donation d'un domaine situé près de Milham (Millam), à l'abbaye de Watten par Eustache, fils de Remold de Spicre. En 1187, Mathilde, femme de Guillaume de Lille, en son château de Ruhout, a déclaré devant le comte de Flandre Philippe d'Alsace, qu'elle renonce en faveur de la même abbaye à ses droits sur un bien qu'elle avait reçu en don de son premier mari Guillaume, fils de Remold de Spicre.
En 1227, Guillaume, seigneur de Spycker, et Isabeau sa femme, fondent sous le vocable de sainte Élisabeth, un hôpital desservi par des religieuses appartenant aux béguines, et lui fait de nombreux dons. En 1248, la comtesse de Flandre Marguerite de Constantinople transfère la maison à Bergues et elle devient en 1252, l'abbaye de Saint-Victor ou nouveau cloître.
Avant 1789, Spycker dépendait de la châtellenie de Bergues. La paroisse était incluse dans le diocèse de Thérouanne, puis à la disparition de celui-ci dans le diocèse de Saint-Omer.
En 1793, les terres de Spycker, Coudekerque-Branche et Armbouts-Cappel, ont subi des dégâts liés à l'envahissement d'eau salée dans les fossés et watergangs de ces communes. Cela résultait d'une expérience malheureuse visant à faire monter le niveau du canal de Bergues pour permettre à Bergues d'être atteinte par des vaisseaux venant de la mer (vieille revendication berguoise, abandonnée ensuite face à la réalité de Dunkerque mieux placée à cette fin). La solution vint d'une décision prise par les administrateurs du district d'interrompre la navigation sur le canal de Bergues, de le tirer à sec pour faire écouler les eaux salées.
En 1903, Spycker était sur la ligne de chemin de fer reliant Bourbourg à Dunkerque et disposait d'une gare ou à tout le moins d'un arrêt.

### Première Guerre mondiale
Pendant la Première Guerre mondiale, Spycker est à l'arrière du front qui part de Nieuport, suit le cours de l'Yser vers les monts des Flandres.
La commune dépend en 1916 du commandement d'étapes, c'est-à-dire un élément de l'armée organisant le stationnement de troupes, comprenant souvent des chevaux, pendant un temps plus ou moins long, sur les communes dépendant du commandement, en arrière du front, de Grand-Millebrugghe
De janvier à septembre 1917, Spycker est elle-même le siège d'un commandement d'étapes, dit de Spycker-Steene, car transféré à Steene en juillet, puis transféré à Armbouts-Cappel pendant quelque temps, avant de revenir à Spycker. Les communes faisant partie du commandement d'étapes sont Steene, Looberghe, Mardyck, Armbouts-Cappel, Pitgam, Capelle, Brouckerque, Eringhem, Crochte, Bierne, Saint-Pierre-Brouck, Drincham, Grande-Synthe (à partir de mai 1917), Coudekerque, Hoymille. De ce fait stationnent sur Spycker le capitaine responsable du commandement d'étapes, ainsi que quatre gendarmes. Des troupes y passent ou y sont cantonnées, comme en avril 1916, deux compagnies d'un régiment de zouaves au pont de Spycker.
Le 24 mai 1916, sont signalées sur le territoire de la commune, une bombe d'avion non éclatée, et à différents endroits trois traces d'obus de 75 dont au moins un pouvait ne pas avoir éclaté. Des moyens sont demandés pour les faire exploser ou les rendre inoffensifs.
Le 2 avril 1917, est retrouvé dans un fossé, sur le territoire de la commune, un obus non éclaté.
Au début mai 1917, les troupes anglaises comptent un poste d'artillerie contre avions à Spycker, un autre à Looberghe-Lynck, un poste de projecteurs photo-électriques à Brouckerque et un autre à Pitgam, ainsi qu'un poste de guet à Pitgam.
Le 27 novembre 1917, une voiture d'un régiment d'artillerie cantonné à Brouckerque a heurté une habitante de Spycker, Madame veuve Spriet âgée de 87 ans, laquelle est décédée. La gendarmerie a ouvert une enquête.
Le 29 novembre 1917, un avion anglais de l'escadrille 57 de Cassel a atterri sur la commune à 18 h 00. Il est reparti le lendemain à 7 h 00 du matin.
Le 9 décembre 1917, une femme et trois enfants ont été blessés par les éclats d'une grenade avec laquelle jouait un 4e enfant. celui-ci a dit avoir trouvé l'objet dans une grange qu'un régiment d'artilleurs venait d'évacuer. Un médecin, envoyé par un autre régiment d'artilleurs, cantonné à Steene, a examiné les victimes et a demandé leur hospitalisation.
À la mi-septembre 1917, l'aviation maritime britannique a loué à Spycker, près du château de l'Afgand, une pâture où elle compte faire construire des baraquements pour officiers.
Le jeudi 21 février 1918, à trois heures du matin, un incendie s"est déclaré à Spycker chez Mme veuve Depoers, dans un local abritant chaque soir la voirure d'un mercier en gros de Dunkerque et des produits inflammables. La présence de soldats, des artilleurs cantonnés dans le bâtiment voisin, et des Anglais, ainsi que l'aide de la pompe de Dunkerque appelée par téléphone a permis de limiter les conséquences à des dégâts matériels.
De mai à juillet 1916, Spycker dépend encore du commandement d'étapes de Grand-Millebrugghe et en 1917-1918, du commandement d'étapes de Téteghem.

### Seconde Guerre mondiale
Combat de Spycker, du 28 mai au 3 juin 1940, durant la bataille de France, ou le 1er bataillon du 225e régiment d'infanterie bloque l'avancée allemande permettant le rembarquement lors de l'opération Dynamo,.

## Politique et administration
Le village est membre de la communauté urbaine de Dunkerque (Dunkerque grand littoral).

### Situation administrative

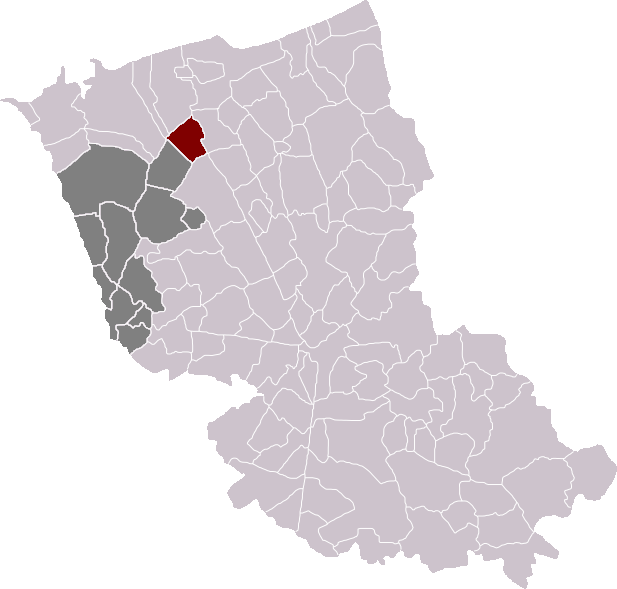
Spycker dans son canton et son arrondissement.

### Liste des maires
Maire de 1802 à 1807 : Jacques Vereecke,.
Maire en 1881 : Vandevelde.
| Période                                  | Période       | Identité                                          | Étiquette | Qualité |
| ---------------------------------------- | ------------- | ------------------------------------------------- | --------- | ------- |
|                                          | 1854          | Mr Wemaere                                        |           |         |
|                                          | 1883          | J. Depoers                                        |           |         |
| 1887                                     | 1913          | J. Depoers                                        |           |         |
| 1913                                     | 1925          | Eugène Delabaere                                  |           |         |
| 1925                                     | 1935          | Albert Depoers                                    |           |         |
| 1935                                     | 1939          | Joseph Dannoot                                    |           |         |
|                                          |               |                                                   |           |         |
| 1951                                     | 1954          | M. Coevoet                                        |           |         |
| 1954                                     | 1965          | Roger Baes,                                       |           |         |
| 1965                                     | 1978 au moins | Étienne Dekeister,                                |           |         |
| mars 2001                                | En cours      | Jean-Luc Goetbloet Réélu pour le mandat 2020-2026 | PS        |         |
| Les données manquantes sont à compléter. |               |                                                   |           |         |

## Population et société

### Démographie

#### Évolution démographique
L'évolution du nombre d'habitants est connue à travers les recensements de la population effectués dans la commune depuis 1793. Pour les communes de moins de 10 000 habitants, une enquête de recensement portant sur toute la population est réalisée tous les cinq ans, les populations de référence des années intermédiaires étant quant à elles estimées par interpolation ou extrapolation. Pour la commune, le premier recensement exhaustif entrant dans le cadre du nouveau dispositif a été réalisé en 2006.

En 2022, la commune comptait 1 725 habitants, en évolution de −4,54 % par rapport à 2016 (Nord : +0,51 %, France hors Mayotte : +2,11 %).
| 1793 | 1800 | 1806 | 1821 | 1831 | 1836 | 1841 | 1846 | 1851 |
| ---- | ---- | ---- | ---- | ---- | ---- | ---- | ---- | ---- |
| 385  | 485  | 563  | 541  | 558  | 648  | 665  | 701  | 631  |

| 1856 | 1861 | 1866 | 1872 | 1876 | 1881 | 1886 | 1891 | 1896 |
| ---- | ---- | ---- | ---- | ---- | ---- | ---- | ---- | ---- |
| 659  | 660  | 672  | 694  | 676  | 670  | 676  | 670  | 660  |

| 1901 | 1906 | 1911 | 1921 | 1926 | 1931 | 1936 | 1946 | 1954 |
| ---- | ---- | ---- | ---- | ---- | ---- | ---- | ---- | ---- |
| 657  | 668  | 632  | 625  | 583  | 602  | 584  | 360  | 499  |

| 1962 | 1968 | 1975  | 1982  | 1990  | 1999  | 2006  | 2011  | 2016  |
| ---- | ---- | ----- | ----- | ----- | ----- | ----- | ----- | ----- |
| 621  | 679  | 1 643 | 1 485 | 1 402 | 1 314 | 1 508 | 1 641 | 1 807 |

| 2021  | 2022  | - | - | - | - | - | - | - |
| ----- | ----- | - | - | - | - | - | - | - |
| 1 752 | 1 725 | - | - | - | - | - | - | - |

#### Pyramide des âges
La population de la commune est relativement jeune.
En 2018, le taux de personnes d'un âge inférieur à 30 ans s'élève à 36,4 %, soit en dessous de la moyenne départementale (39,5 %). À l'inverse, le taux de personnes d'âge supérieur à 60 ans est de 19,9 % la même année, alors qu'il est de 22,5 % au niveau départemental.
En 2018, la commune comptait 888 hommes pour 916 femmes, soit un taux de 50,78 % de femmes, légèrement inférieur au taux départemental (51,77 %).
Les pyramides des âges de la commune et du département s'établissent comme suit.
| Hommes | Classe d’âge | Femmes |
| ------ | ------------ | ------ |
| 0,1    | 90 ou +      | 0,4    |
| 5,1    | 75-89 ans    | 7,2    |
| 12,8   | 60-74 ans    | 14,2   |
| 21,6   | 45-59 ans    | 20,8   |
| 23,5   | 30-44 ans    | 21,5   |
| 12,3   | 15-29 ans    | 13,8   |
| 24,5   | 0-14 ans     | 22,1   |

| Hommes | Classe d’âge | Femmes |
| ------ | ------------ | ------ |
| 0,5    | 90 ou +      | 1,4    |
| 5,3    | 75-89 ans    | 8,1    |
| 14,8   | 60-74 ans    | 16,2   |
| 19,1   | 45-59 ans    | 18,4   |
| 19,5   | 30-44 ans    | 18,7   |
| 20,7   | 15-29 ans    | 19,1   |
| 20,2   | 0-14 ans     | 18     |

### Enseignement
Spycker fait partie de l'académie de Lille.

## Sports
Le ministère des sports a décompté 16 équipements sportifs sur le territoire de la commune en 2013.

## Culture et patrimoine

### Héraldique
|  | Les armes de Spycker se blasonnent ainsi : « D'argent semé de billettes de sable, et un lion du même, armé et lampassé de gueules, brochant sur le tout. » (identique à l'ancien blason de Loon-Plage) |

## Pour approfondir